# Kirchenlamitz
Kirchenlamitz là một đô thị tại huyện Wunsiedel, bang Bayern, Đức. Đô thị này tọa lạc ở Fichtelgebirge, 13 km về phía tây bắc của Wunsiedel và 19 km về phía nam của Hof.